# Daniel Sosah
Daniel Sosah (Accra, 21 settembre 1998) è un calciatore ghanese naturalizzato nigerino, attaccante dell'Aqtöbe e della nazionale nigerina.

## Carriera

### Club
Dopo aver giocato nella massima serie nigerina ed in quella guineana, il 17 luglio 2021 è stato acquistato a titolo definitivo dall'Islač, club della massima serie bielorussa.

### Nazionale
L'8 ottobre 2021 ha esordito con la nazionale nigerina, disputando l'incontro perso 6-1 contro l'Algeria, valido per le qualificazioni al campionato mondiale di calcio 2022, dove ha realizzato l'unica rete della sua squadra.

## Statistiche

### Presenze e reti nei club
Statistiche aggiornate al 7 gennaio 2022.
| Stagione        | Squadra         | Campionato      | Campionato | Campionato | Coppe nazionali | Coppe nazionali | Coppe nazionali | Coppe continentali | Coppe continentali | Coppe continentali | Altre coppe | Altre coppe | Altre coppe | Totale | Totale |
| Stagione        | Squadra         | Comp            | Pres       | Reti       | Comp            | Pres            | Reti            | Comp               | Pres               | Reti               | Comp        | Pres        | Reti        | Pres   | Reti   |
| --------------- | --------------- | --------------- | ---------- | ---------- | --------------- | --------------- | --------------- | ------------------ | ------------------ | ------------------ | ----------- | ----------- | ----------- | ------ | ------ |
| lug.-nov. 2021  | Islač           | VL              | 14         | 5          |                 | -               | -               |                    | -                  | -                  |             | -           | -           | 14     | 5      |
| Totale carriera | Totale carriera | Totale carriera | 14         | 5          |                 | -               | -               |                    | -                  | -                  |             | -           | -           | 14     | 5      |

### Cronologia presenze e reti in nazionale
| Cronologia completa delle presenze e delle reti in nazionale ― Niger | Cronologia completa delle presenze e delle reti in nazionale ― Niger | Cronologia completa delle presenze e delle reti in nazionale ― Niger | Cronologia completa delle presenze e delle reti in nazionale ― Niger | Cronologia completa delle presenze e delle reti in nazionale ― Niger | Cronologia completa delle presenze e delle reti in nazionale ― Niger | Cronologia completa delle presenze e delle reti in nazionale ― Niger | Cronologia completa delle presenze e delle reti in nazionale ― Niger |
| Data                                                                 | Città                                                                | In casa                                                              | Risultato                                                            | Ospiti                                                               | Competizione                                                         | Reti                                                                 | Note                                                                 |
| -------------------------------------------------------------------- | -------------------------------------------------------------------- | -------------------------------------------------------------------- | -------------------------------------------------------------------- | -------------------------------------------------------------------- | -------------------------------------------------------------------- | -------------------------------------------------------------------- | -------------------------------------------------------------------- |
| 8-10-2021                                                            | Blida                                                                | Algeria                                                              | 6 – 1                                                                | Niger                                                                | Qual. Mondiali 2022                                                  | 1                                                                    | 73’                                                                  |
| 12-10-2021                                                           | Niamey                                                               | Niger                                                                | 0 – 4                                                                | Algeria                                                              | Qual. Mondiali 2022                                                  | -                                                                    | 79’                                                                  |
| 12-11-2021                                                           | Marrakech                                                            | Burkina Faso                                                         | 1 – 1                                                                | Niger                                                                | Qual. Mondiali 2022                                                  | -                                                                    | 82’                                                                  |
| 15-11-2021                                                           | Niamey                                                               | Niger                                                                | 7 – 2                                                                | Gibuti                                                               | Qual. Mondiali 2022                                                  | 1                                                                    | 82’                                                                  |
| 23-3-2022                                                            | Nouakchott                                                           | Niger                                                                | 1 – 1                                                                | Mozambico                                                            | Amichevole                                                           | -                                                                    | 56’                                                                  |
| 26-3-2022                                                            | Nouakchott                                                           | Niger                                                                | 1 – 2                                                                | Libia                                                                | Amichevole                                                           | -                                                                    | 62’                                                                  |
| 4-6-2022                                                             | Cotonou                                                              | Niger                                                                | 1 – 1                                                                | Tanzania                                                             | Qual. Coppa d'Africa 2023                                            | 1                                                                    | 89’                                                                  |
| 8-6-2022                                                             | Entebbe                                                              | Uganda                                                               | 1 – 1                                                                | Niger                                                                | Qual. Coppa d'Africa 2023                                            | -                                                                    |                                                                      |
| 23-9-2022                                                            | Alessandria d'Egitto                                                 | Egitto                                                               | 3 – 0                                                                | Niger                                                                | Amichevole                                                           | -                                                                    |                                                                      |
| 25-9-2022                                                            | Alessandria d'Egitto                                                 | Niger                                                                | 0 – 0                                                                | Liberia                                                              | Amichevole                                                           | -                                                                    | 65’                                                                  |
| 23-3-2023                                                            | Algeri                                                               | Algeria                                                              | 2 – 1                                                                | Niger                                                                | Qual. Coppa d'Africa 2023                                            | 1                                                                    |                                                                      |
| 27-3-2023                                                            | Tunisi                                                               | Niger                                                                | 0 – 1                                                                | Algeria                                                              | Qual. Coppa d'Africa 2023                                            | -                                                                    |                                                                      |
| 18-6-2023                                                            | Dar es Salaam                                                        | Tanzania                                                             | 1 – 0                                                                | Niger                                                                | Qual. Coppa d'Africa 2023                                            | -                                                                    |                                                                      |
| 9-9-2024                                                             | Berkane                                                              | Niger                                                                | 1 – 1                                                                | Ghana                                                                | Qual. Coppa d'Africa 2025                                            | -                                                                    |                                                                      |
| 18-11-2024                                                           | Accra                                                                | Ghana                                                                | 1 – 2                                                                | Niger                                                                | Qual. Coppa d'Africa 2025                                            | -                                                                    |                                                                      |
| Totale                                                               |                                                                      | Presenze                                                             | 15                                                                   |                                                                      | Reti                                                                 | 4                                                                    |                                                                      |